# Евлоги Цветков
Евлоги Цветков е български архитект и професор.

## Биография
Евлоги Цветков е роден през 1931 г. в Тетевен. През 1949 г. постъпва в Държавната политехника и завършва архитектура с отличие през 1955 г.
Работи последователно като проектант и групов ръководител в ПО „Софпроект“. През 1967 г. постъпва в „Туристпроект“ като ръководител на архитектурен отдел, а от 1985 г. е редовен доцент към катедра „Интериор и дизайн за архитектурата“ на АФ на УАСГ. От 1990 г. е редовен професор и ръководител на катедрата до 1995 г. След пенсионирането си продължава да сътрудничи активно на катедрата като лектор и ръководител на преддипломанти и дипломанти.
Бил е секретар и председател на УС на Съюза на българските архитекти (1995 – 1998 г.), а от 2000 до 2004 г. е председател на СНС по архитектура към ВАК и МС. От 2007 г. е член на подкомисия по архитектура, строителни, минни науки и геодезия към ВАК и МС.
Самостоятелно и в колектив разработва редица обекти в областта на общественото и жилищното строителство, някои от които са с национално значение: хотел Рига в Русе, хотел Родина на площад Руски паметник в София, в колектив с арх. Тодор Кожухаров, телевизионната кула в Русе, Административният комплекс на Приста Ойл, Русе и много други. Разработва и мащабни реконструкции, свързани с интериорното решение и дизайна на мебелите. Активен участник, с много добри резултати в редица национални конкурси.
В резултат на дългогодишната практика може да се говори за сериозен принос в областта на съвременната архитектура на хотелските сгради. Носител на няколко държавни отличия, свързани с архитектурната дейност, както и на званието „Носител на сребърен пръстен с печата на майстор Никола Фичев“ за цялостна творческа дейност. Съавтор на основния учебник по интериор за студентите от АФ. Автор на значителен брой статии и публикации във вестници и списания, включително и в сп. „Архитектура“.
Освен архитект е познат и като отличен цигулар.